# Império do Espírito Santo (Vila Franca do Campo)
O Império do Espírito Santo (Vila Franca do Campo) é um Império do Espírito Santo localiza-se no concelho de Vila Franca do Campo, na ilha de São Miguel, na Região Autónoma dos Açores, em Portugal.